# Candida Lena Perpenti
Candida Perpenti, nata Candida Medina Coeli (Chiavenna, 13 marzo 1764 – Pianello del Lario, 12 maggio 1846), è stata una scienziata, botanica e biologa italiana.
È ricordata per aver inventato un metodo di filatura dell'amianto e per aver scoperto la Campanula raineri.

## Biografia
Candida Medina Coeli discendeva da una delle famiglie più in vista di Chiavenna. Si formò nel campo della medicina sotto la guida del padre Sebastiano Medina Coeli, medico di origini lecchesi e di Luigi Sacco, pioniere della vaccinazione anti-vaiolosa, senza però avere una formale educazione universitaria. Nel 1888 sposò a Gordona un notaio, Giovanni Bernardino Lena Perpenti, con il quale si stabilì a Pianello del Lario, sul lago di Como. Ottenne notevole fama per aver contribuito in misura decisiva alla diffusione nel comasco della profilassi antivaiolosa. Fu lei stessa che lo innestò ai propri figli (ne ebbe 15, riuscendo comunque a dedicarsi alla scienza), come aveva fatto anche Mary Wortley Montagu. 

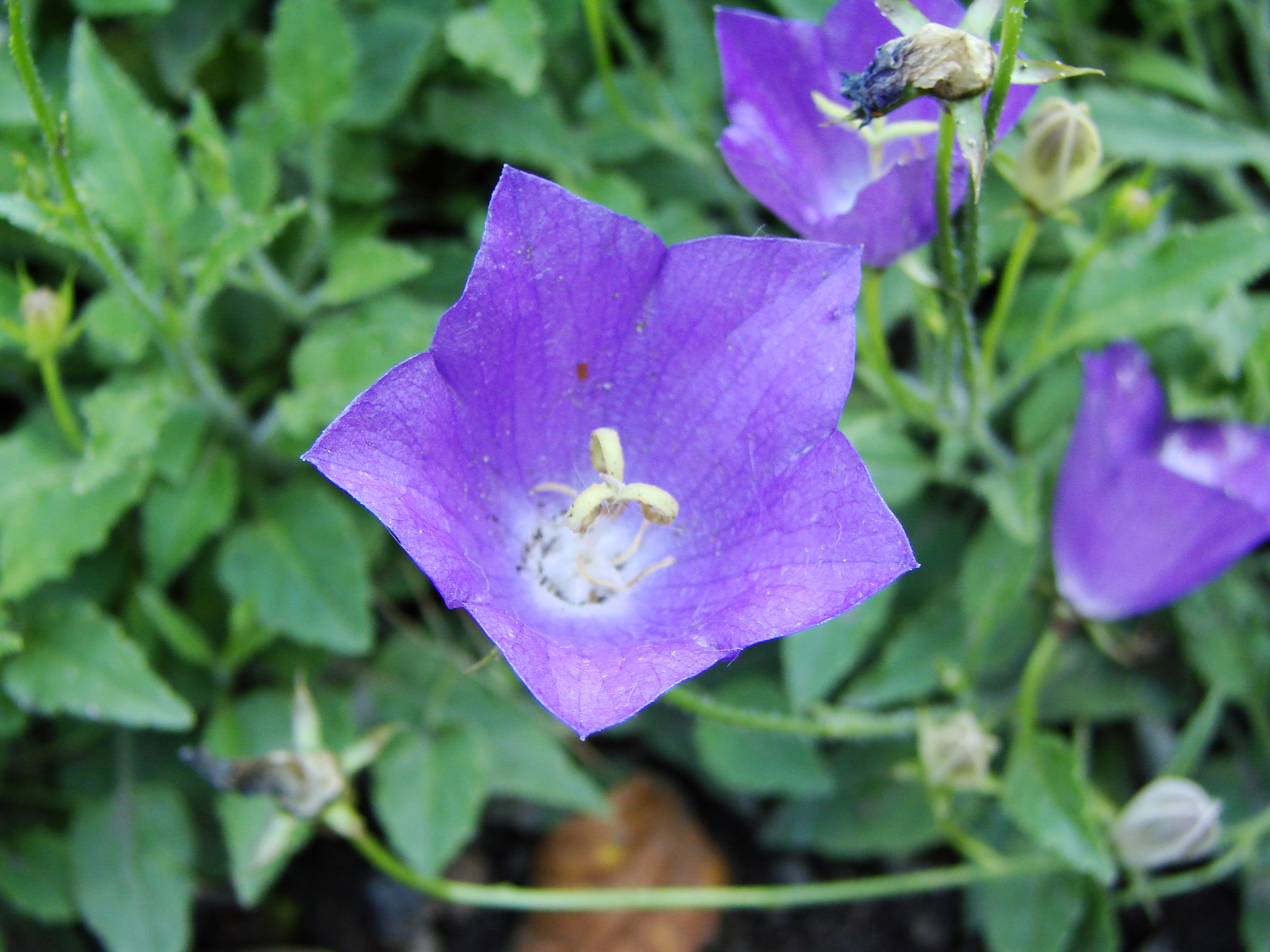
Campanula raineri

Raggiunse tuttavia la notorietà al di fuori della medicina, mettendo a punto un metodo di filatura dell'amianto per la realizzazione di tessuti e anche per la produzione di carta e inchiostri, tutti ignifughi. Alcuni opuscoli furono stampati come prova ed inviati anche ad Alessandro Volta, suo amico personale. Sembra che il suo interesse sia stato suscitato dalla presenza di un fuso con filo di amianto ritrovato a Ercolano e presente in un museo comense. Dopo aver sperimentato vari metodi riuscì a filare il materiale e a tessere un paio di guanti che presentò al viceré del Lombardo-Veneto.
Un altro ambito in cui Lena Perpenti si distinse fu quello della botanica, compilando un prezioso erbario della flora delle valli del Lario. Nelle sue ricerche la studiosa rinvenne, nell'autunno 1815 vicino a Cortenova una campanula ancora sconosciuta per la scienza, e inizialmente chiamata Campanula Perpentiae. In seguito la campanula fu dedicata all'arciduca Rainer, viceré del Lombardo-Veneto. La scoperta della Campanula raineri, specie diffusa nelle Prealpi calcaree tra il lago di Como e il lago di Garda valse alla Perpenti ulteriore fama anche in campo floristico.

## Riconoscimenti
- Nel 1806 ricevette la medaglia d'argento dall'Istituto Nazionale di Milano per aver scoperto come filare l'amianto.
- Nel 1807 ricevette la medaglia d'oro dall'Istituto Nazionale di Milano per aver perfezionato il metado di trattamento dell'amianto.[7]
- La sua effigie appare sulla facciata del Palazzo Pretorio di Sondrio insieme a quella di altri personaggi illustri della Valtellina.[8]
- A Sondrio il Liceo "G. Piazzi – C. Lena Perpenti", è stato dedicato sia a lei che all'astronomo Giuseppe Piazzi.[9]
- Chiavenna e Como le hanno dedicato una via.[10]

## Pubblicazioni
- Flora Lariana (erbario)
- Descrizione di una nuova campanula (1817)[11]